# Youngest of da Camp
Youngest of da Camp – debiutancki album amerykańskiego rapera Boosiego Badazza, który w owym czasie występował pod pseudonimem Boosie. Został wydany 27 stycznia 2000 roku nakładem niezależnej wytwórni C-Loc Records. Album sprzedał się w nakładzie przekraczającym 10 000 egzemplarzy w Stanach Zjednoczonych.
Raper mając 17 lat nagrywał album.

## Lista utworów
1. „Shout Out”
2. „Feel Lucky” (gości. Max Minelli)
3. „It’s Goin Down”
4. „Pop It on Me” (gości. Max Minelli)
5. „That Night”
6. „I Thought Ya Knew”
7. „It Don’t Matta” (gości. Concentration Camp)
8. „Boosie II (Don’t Forget It)”
9. „Same Ol Shit” (gości. Max Minelli)
10. „Watch Em'” (gości. Max Minelli & C-Loc)
11. „Young Niggaz” (gości. Donkey)
12. „My Life”
13. „I Got Dat Slap” (gości. Max Minelli)
14. „Boosie II”
15. „Pop It”